# O Caseiro
O Caseiro é um filme de suspense brasileiro de 2016, produzido pela Rita Buzzar (Nexus Cinema), dirigido por Julio Santi e escrito pelo próprio diretor em parceria com João Segall. É protagonizado por Bruno Garcia, Malu Rodrigues, Denise Weinberg e Leopoldo Pacheco.

## Sinopse
O cético professor de psicologia Davi (Bruno Garcia)  conhecido por escrever livros que explicam aparições sobrenaturais por meio de psicanálise, é surpreendido por uma estudante da universidade em que leciona, Renata (Malu Rodrigues), pedindo ajuda para solucionar uma série de acontecimentos sobrenaturais em sua casa. Ele, após anos sem atender pacientes, viaja para o interior para investigar o caso. Ao que tudo indica, a família tem sido assombrada pelo fantasma do antigo caseiro da propriedade, o qual se suicidou dentro da residência.

## Elenco
- Bruno Garcia como Davi Carvalho
- Malu Rodrigues como Renata
- Leopoldo Pacheco como Rubens
- Denise Weinberg como Nora
- Pedro Bosnich como Pedro
- Victória Leister como Gabi
- Fábio Takeo como Padre José
- Bianca Batista como Júlia
- Annalara Prates como Lili
- Roberto Arduim como Seu Reinaldo
- Antônio Haddad Aguiar como Rubens (criança)
- Julio Santi como estudante
- João Segall como estudante

## Produção
O filme é produzido pela Orion Filmes em coprodução com a Nexus Cinema e Urano Films. Conta com apoio de produção da Spcine. e é uma realização de Julio Santi, Rita Buzzar e João Segall, mas que partiu de uma ideia do irmão de Julio, Felipe Santi, em uma conversa sobre filmes de terror nacionais.
Na escrita, João e Julio partiram do pressuposto de que, antes de se preocupar em assustar o público, era necessário contar uma história e achar o suspense dentro dela.

## Lançamento
O Caseiro teve seu lançamento nas salas de cinema do Brasil em 23 de junho de 2016, com distribuição da Europa Filmes. Alguns meses depois foi lançado nos cinemas nos EUA pela Orion Picture (MGM)

## Recepção

### Resposta da crítica
O filme foi recebido com avaliações mistas por parte dos críticos especializados. No site agregador de resenhas AdoroCinema, O Caseiro alcançou média de 3,1 de 5 estrelas () com base em 11 resenhas publicadas na imprensa brasileira. Escrevendo para o AdoroCinema, Bruno Carmelo avaliou o filme como "Legal" e disse que o filme "representa um projeto ambicioso dentro do mercado de cinema brasileiro, além de revelar um cineasta promissor."
Marina Paulista, crítica do website Papo de Cinema, escreveu: "Um dos maiores triunfos de O Caseiro é criar uma atmosfera tensa, algo que se deve à direção precisa de Santi e suas longas tomadas, à bela e soturna fotografia de Ulrich Burtin e à trilha sonora original de Tomaz Vital..."
Para a Folha de S.Paulo, Sérigo Alprende escreveu: "A direção de Julio Santi é correta, quase acadêmica, com boa noção de ritmo e eficiente utilização do espaço [...] No geral, O Caseiro é acima da média, uma experiência interessante de um gênero muitas vezes mal visto e mal compreendido por aqui."